# 张健忠
张健忠（Zhang Jianzhong，1985年9月18日—），中國足球運動員，擔任守門員。2006年以國援身份加盟香港甲組足球聯賽球隊南華，2010年11月剛與晨曦解約，現屬自由身。

## 足球生涯
於2006年，由中甲球會广州医药，轉會加盟香港甲組足球聯賽球會南華，2009年夏天約滿南華後遭到棄用。
張健忠遂轉投屯門普高，卻因工作證問題未能註冊，在屯門普高因欠勞保而被取消參賽資格後，更一度未有班落。
2010年7月，張健忠加盟晨曦直至同年11月下旬更與晨曦解約。

## 外部連結
- 香港足球總會網頁球員註冊資料 （页面存档备份，存于）